# Camelot
Camelot és el nom de la fortalesa del llegendari Rei Artús, des d'on aquest va lliurar moltes de les batalles que van marcar la seva vida.
La seva ubicació concreta es desconeix actualment, tot i que es creu que podria ser una província romano-britànica fictícia de la Bretanya post-romana.
Camelot va aparèixer per primera vegada en els romanços francesos del segle XII i, des del cicle Lancelot-Graal, finalment va arribar a ser descrit com la capital fantàstica del regne d'Artús i un símbol del cicle artúric. La fortalesa va ser anomenada per primer cop al poema "Lancelot, el Cavaller de la Carreta", de Chrétien de Troyes, on no sembla tan important com arribaria a ser a la llegenda artúrica, i en general de les novel·les de cavalleries.
Donat el fet que la ubicació de Camelot continua sent un misteri, la veritat sobre ella - si és que va existir- encara es desconeix.

## Etimologia
En època romana Caerleon és un jaciment de considerable importància arqueològica com a ubicació d'una fortalesa o castra legionària romana. Va ser la seu de la Legio II Augusta entre el 75 i el 300 dC, i al turó de dalt hi havia un fort de l'edat del ferro. Els romans van anomenar el lloc Isca pel riu Usk (Wysg gal·lès). El nom Caerleon pot derivar del gal·lès per "fortalesa de la legió"; al voltant de l'any 800 dC es coneixia com a Cair Legeion guar Uisc.
L'investigador artúric Ernst Brugger va suggerir que es tractava d'una corrupció del lloc de la batalla final d'Arthur, la batalla de Camlann, en la tradició gal·lesa. Roger Sherman Loomis creia que derivava de Cavalon, un topònim que va suggerir que era una corrupció d'Avalon, sota la influència del topònim bretó Cavallon. A més, va suggerir que Cavalon es va convertir en la capital d'Arthur a causa de la confusió amb l'altra cort tradicional d'Arthur a Caerleon (Caer Lleon en gal·lès).